# Division 1 (Bélgica) 1995-96
La Primera División de Bélgica 1995/96 fue la 93.ª temporada de la máxima competición futbolística en Bélgica.

## Tabla de posiciones
| Pos | Equipo            | PJ | PG | PE | PP | GF | GC | Pts | DG  | Notas                                                 |
| --- | ----------------- | -- | -- | -- | -- | -- | -- | --- | --- | ----------------------------------------------------- |
| 1   | Club Brugge       | 34 | 25 | 6  | 3  | 83 | 30 | 81  | +53 | Clasificado a la Liga de Campeones de la UEFA 1996-97 |
| 2   | R.S.C. Anderlecht | 34 | 22 | 5  | 7  | 83 | 37 | 71  | +46 | Clasificado a la Copa de la UEFA 1996-97              |
| 3   | Germinal Ekeren   | 34 | 15 | 8  | 11 | 53 | 37 | 53  | +16 | Clasificado a la Copa de la UEFA 1996-97              |
| 4   | Molenbeek         | 34 | 13 | 14 | 7  | 43 | 29 | 53  | +14 | Clasificado a la Copa de la UEFA 1996-97              |
| 5   | Lierse            | 34 | 14 | 10 | 10 | 54 | 45 | 52  | +9  | Clasificado a la Copa Intertoto de la UEFA 1996       |
| 6   | Standard Liège    | 34 | 13 | 12 | 9  | 51 | 46 | 51  | +5  | Clasificado a la Copa Intertoto de la UEFA 1996       |
| 7   | Charleroi         | 34 | 13 | 11 | 10 | 59 | 53 | 50  | +6  | Clasificado a la Copa Intertoto de la UEFA 1996       |
| 8   | Cercle Brugge     | 34 | 13 | 10 | 11 | 51 | 47 | 49  | +4  | Clasificado a la Recopa de Europa 1996-97             |
| 9   | Lommel            | 34 | 14 | 6  | 14 | 40 | 45 | 48  | -5  |                                                       |
| 10  | Mechelen          | 34 | 12 | 8  | 14 | 40 | 46 | 44  | -6  |                                                       |
| 11  | Harelbeke         | 34 | 13 | 4  | 17 | 40 | 48 | 43  | -8  |                                                       |
| 12  | Eendracht Aalst   | 34 | 11 | 9  | 14 | 51 | 58 | 42  | -7  |                                                       |
| 13  | Royal Antwerp     | 34 | 11 | 9  | 14 | 38 | 46 | 42  | -8  |                                                       |
| 14  | Gent              | 34 | 10 | 11 | 13 | 39 | 49 | 41  | -10 |                                                       |
| 15  | Sint-Truiden      | 34 | 11 | 7  | 16 | 42 | 60 | 40  | -18 |                                                       |
| 16  | Seraing           | 34 | 8  | 5  | 21 | 35 | 75 | 29  | -40 | Descenso a la Division II                             |
| 17  | Beveren           | 34 | 6  | 9  | 19 | 38 | 57 | 27  | -19 | Descenso a la Division II                             |
| 18  | Waregem           | 34 | 4  | 9  | 21 | 30 | 70 | 21  | -40 | Descenso a la Division II                             |

PJ = Partidos jugados; PG = Partidos ganados; PE = Partidos empatados; PP = Partidos perdidos; GF = Goles a favor; GC = Goles en contra; Pts = Puntos; DG = Diferencia de goles